# جيلي هوبكنز العظيمة
جيلي هوبكنز العظيمة هي رواية أطفال واقعية صدرت عام 1978 من تأليف كاثرين باترسون. حازت على جائزة الكتاب الوطني الأمريكي عام 1979. في عام 2012، احتلت المرتبة رقم 63 بين أفضل روايات الأطفال في استطلاع نشرته مجلة سكول لايبراري جورنال - وهو الكتاب الثالث لباترسون في قائمة أفضل 100 كتاب.
أُصدر فيلم مقتبس من الرواية في عام 2015، بطولة صوفي نيليس في دور جيلي هوبكنز وكاثي بيتس في دور تروتر.
تُرجمت الرواية إلى الكاتالونية والصينية والدنماركية والهولندية والفنلندية والفرنسية والألمانية واليونانية والمجرية والإيطالية واليابانية والكورية والليتوانية والنرويجية والبولندية والروسية والسلوفاكية والإسبانية والسويدية.  حُولت ترجمة أرباد كونز المجرية إلى مسرحية إذاعية. 

## ملخص الحكاية
جالادرييل جيلي هوبكنز هي فتاة لئيمة وغير ودية تبلغ من العمر 11 عامًا تذهب إلى دار رعاية أخرى. إنها تكره العيش طوال الوقت مع أشخاص مختلفين وتريد فقط الاستقرار مع والدتها، كورتني رذرفورد هوبكنر، التي تحتفظ جيلي بصورتها سرا. لا تحب جيلي مظهر والدتها الجديدة بالتبني، السيدة تروتر "فرس النهر السمين"، وتقرر أنها ستكرهها طوال حياتها.
تضع جيلي خطة للهروب من تروتر وتسرق الأموال التي تحتاجها حتى تنجح الخطة. إنها تعلم أن والدتها تعيش في سان فرانسيسكو، كاليفورنيا، لذا تكتب رسالة إلى كورتني تقول فيها إن حبيبتها جالادرييل ستكون معها قريبًا. عندما تهرب جيلي في المرة الأولى، يُقبض عليها من قبل الشرطة وتأتي تروتر على الفور إلى المحطة لاستعادتها. تأتي جدة جيلي، نوني إلى منزل تروتر وتخبرها أنها ستأخذ جيلي إلى المنزل. لم تكن نوني تدرك سابقًا أن لديها حفيدة. في هذه الحظة تدرك جيلي أنها تريد حقًا أن تكون مع تروتر. ومع ذلك، ينص القانون على أن جيلي يجب أن تذهب مع نوني، لذلك تذهب إلى منزل نوني.
ثم تحصل جيلي على أخبار جيدة: والدتها قادمة. ولكن عندما تذهب إلى المطار تجد أن والدتها كورتني ليست المرأة في صور: فهي تتمتع بشعر خشن والعديد من السمات الأخرى التي لم تتوقعها جيلي، مثل الأنانية. تكتشف جيلي أيضًا أن والدتها جاءت فقط لأن نوني دفعت لها المال، وليس لأنها أرادت المجيء. لقد أدركت لأول مرة مدى حماقتها وأنها تحب تروتر بالفعل. تنتهي القصة بجيلي على الهاتف وهي تبكي على تروتر لإعادتها. تقنعها تروتر بدورها بلطف بأن منزلها مع نوني.

## الشخصيات
- مايم إم تروتر المسماة "تروتر"، هي الأم الجديدة لجيلي بالتبني. إنها امرأة كبيرة ترتدي نظارات وتعيش في منزل فوضوي صغير وضيق. تُعد تروتر أحد أكثر مقدمي الرعاية احترامًا في نظام الرعاية بالتبني.
- ويليام إرنست تيج هو شقيق جيلي بالتبني في منزل تروتر. يبلغ من العمر سبع سنوات بشعر بني ونظارات، ولديه تصرفات عصبية. عندما يقوم الناس بحركات مفاجئة من حوله، غالبًا ما ينبطح كما لو كان يتوقع أن يُضرب. تستمتع جيلي في البداية بتعذيب ويليام إرنست، لكنها في النهاية تتغير لتحبه وتساعده في قراءته. كما أنها تساعد في تعليمه الدفاع عن نفسه من المتنمرين اللئيمين. تدعوه جيلي أحيانًا دبليو إي.
- السيدة إليس هي الأخصائية الاجتماعية لجيلي. لقد عرفت جيلي لبعض الوقت ونقلتها ذهابًا وإيابًا إلى العديد من دور الحضانة.
- السيد راندولف هو جار السيدة تروتر. إنه أعمى ويعيش بمفرده في منزل به مكتبة رائعة من الكتب. السيد راندولف صديق حميم لتروتر وينضم إليها كل ليلة لتناول العشاء. تتمثل إحدى وظائف جيلي في منزل تروتر في مرافقة السيد راندولف من وإلى منزله.
- كورتني رذرفورد هوبكنز هي والدة جيلي البيولوجية. لم ترٓ أو تعيش مع ابنتها معظم حياتها، على الرغم من أنها ترسل إلى جيلي بطاقة بريدية من حين لآخر. أثمن ما تملكه جيلي هو صورة قديمة لأمها.
- نوني هوبكنز هي جدة جيلي من أمها ووالدة كورتني. لم تكن على علم بوجود جيلي حتى كتبت لها كورتني تطلب منها تولي حضانة ابنتها. توفي ابنها الآخر تشادويل، أثناء خدمته في حرب فيتنام.
- أغنيس ستوكس فتاة في مدرسة جيلي. لديها ماضي مضطرب، بعد أن تخلى عنها والداها، وتعيش مع جدتها. تتسكع حول جيلي وتحاول كسب صداقتها. بينما جيلي تكرهها لكنها تستخدمها للمساعدة في سرقة أموال السيد راندولف.
- الآنسة باربرا هاريس هي معلمة جيلي في الصف السادس. في البداية تواجه جيلي صعوبة بالغة في التفاعل معها. في النهاية تتعلم كيف تحب الآنسة هاريس وتبدأ في الدراسة بشكل جيد في المدرسة. بعد انتقالها إلى فرجينيا، تظل جيلي على اتصال بالآنسة هاريس وتكتب إليها لمناقشة كتب سيد الخواتم. تقول الآنسة هاريس إنها وجيلي متشابهان إلى حد كبير بسبب طبيعتهما الغاضبة.
- السيد ملفين تروتر هو زوج مايم الراحل.

## الاستقبال
فازت رواية جيلي هوبكنز العظيمة بالعديد من الجوائز الكبرى:
- جائزة نيوبيري الشرفية (1979) [7] [8] [9]
- جائزة الكتاب الوطني عن فئة أدب الأطفال (1979) [3] [7] [9]
- جائزة كريستوفر (1979) [7]
- مرشحة لجائزة جين آدامز (1979) [7]
- وصلت لنهائي جائزة الكتاب الوطني لكتب الأطفال (غلاف ورقي) (1980) [7]
- مرشحة لجائزة دوروثي كانفيلد فيشر لكتاب الأطفال (1980) [7]
- كتب جورجيا للأطفال: 1966-1978 (1981) [7]
- جائزة ماساتشوستس لكتاب الأطفال (1981) [7]
- جائزة اختيار أطفال آيوا (1981) [7]
- مرشحة لجائزة كاليفورنيا للقراء الشباب للمستوى المتوسط (1981) [7]
- جائزة ويليام ألين وايت لكتاب الأطفال (1981) [7]
- تسجيلات الأطفال البارزة (1998) [10]

كان الكتاب هدفًا متكررًا للرقابة. ظهرت الرواية في قائمة جمعية المكتبات الأمريكية لأكثر 100 كتاب تحديًا بين عامي 1990 و1999 (20)،  وكذلك بين عامي 2000 و2009 (52). 

## الاقتباسات

### التحويل إلى فيلم
في 8 فبراير 2013، أُعلن أن ستيفن هيريك سيخرج فيلمًا مقتبسًا من الرواية، مع كاثي بيتس في دور تروتر وداني جلوفر في أدوار الرئيسية.  في 6 فبراير 2014، انضمت صوفي نيليس بدور جيلي هوبكنز وجلين كلوز وأوكتافيا سبنسر إلى طاقم الفيلم.  في 9 مايو 2014، انضمت جوليا ستايلز وبيل كوبس إلى طاقم الفيلم أيضًا.  بدأ التصوير الرئيسي في 9 أبريل 2014، وانتهى في 15 يونيو 2014.   عُرض الفيلم لأول مرة في مهرجان شلينجل السينمائي الدولي في 6 أكتوبر 2015، أصدر بواسطة العرض الأول لابونزجيت في 7 أكتوبر 2016.

### مسرحية
حُولت الرواية إلى مسرحية موسيقية للأطفال في عام 1996 وهي مرخصة من صموئيل فرينش.

### التلفزيون
حُولت الرواية إلى فيلم تلفزيوني من إنتاج شركة هانا-باربيرا للإنتاج وبُث على التلفزيون في 19 يناير 1981، من إخراج جيفري هايدن وتشغيل تشارلز برات جونيور خلال مسرح سي بي إس بعد الظهر.